# Сербський національний рух
Сербське національне пробудження (серб. Српски народни препород) або Сербське національне відродження (серб. Српски препород) — терміни, що позначають період в сербській історії між XVIII століттям і створенням формально незалежного Сербського князівства (1878).
Відродження почалося на території Габсбурзької монархії, в Сремськи-Карлівці.
Сербський Ренесанс (серб. српска ренесанса) почався в XVII столітті в Банаті. Усі ці культурні процеси передували Болгарському національному відродженню.
Першим повстанням в Османській імперії, яке мало національний характер, стала Сербська революція (1804—1817), яка, у свою чергу, була кульмінацією Сербського відродження. Згідно з дослідженнями Олени Мілойкович-Джурич, першим літературним та науковим товариством південних слов'ян була Матиця сербська, заснована провідними діячами Сербського відродження в Пешті в 1826. Воєводина стала колискою Сербського відродження у ХІХ столітті.
Одним з головних діячів руху був Вук Стефанович Караджич (1787—1864), лінгвіст та реформатор сербської мови.
Сербське відродження являло собою певну загрозу для Австрії та її стратегічних інтересів. Так, Сербським народом проголошено автономію Сербської Воєводини під час Революції 1848—1849 після збройного конфлікту з угорцями: ця подія також була частиною епохи Національного відродження.
Хоча діячі Сербського національного відродження і ставилися схвально до ідеї співпраці між південнослов'янськими народами, перебували під впливом ідей югославізму і розглядали можливість створення югославської держави, проте, у плані культурних і національно-політичних поглядів вони таки орієнтувалися на «Велику Сербію».

## Галерея

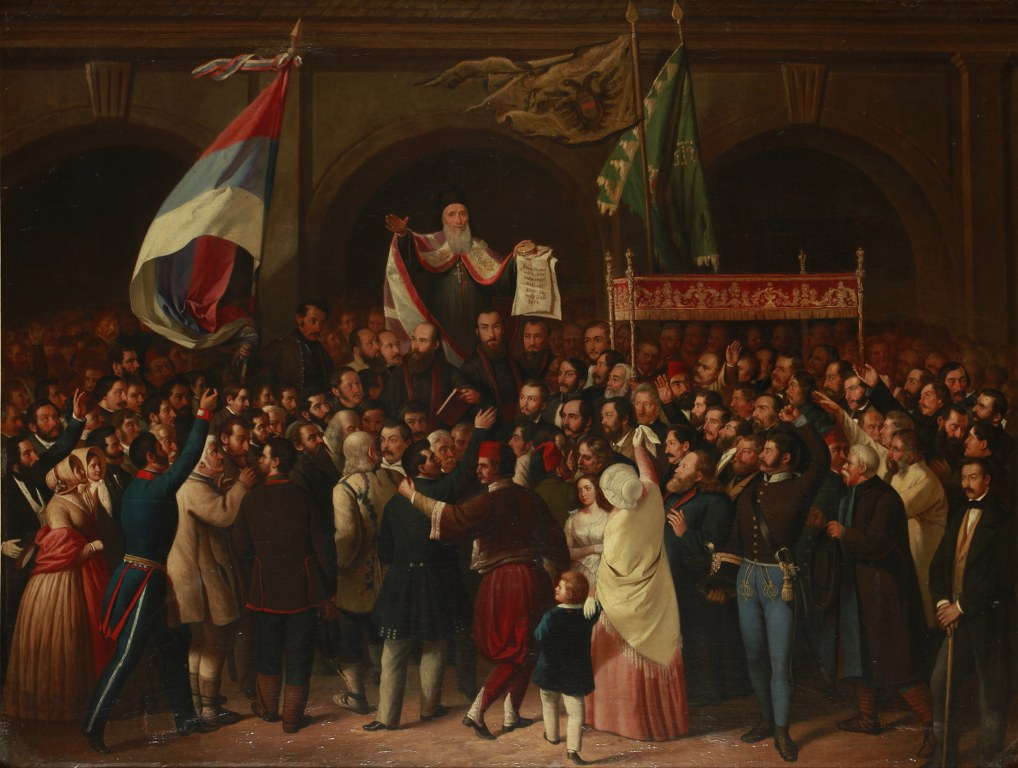
Проголошення автономії Сербської Воєводини (1848)
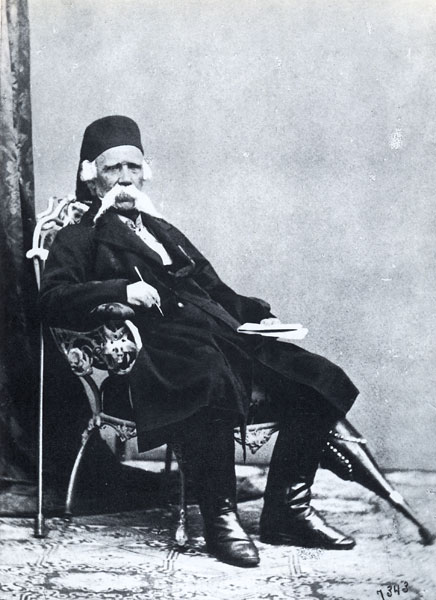
Вук Караджич (1787-1864)